# Xã Richland, Quận Steuben, Indiana
Xã Richland (tiếng Anh: Richland Township) là một xã thuộc quận Steuben, tiểu bang Indiana, Hoa Kỳ. Năm 2010, dân số của xã này là 570 người.